# Briefmarken-Jahrgang 1942 der Post des Japanischen Kaiserreichs
Der Briefmarken-Jahrgang 1942 der Post des Japanischen Kaiserreichs umfasst je 5 Freimarken und Gedenkmarken sowie 4 Zuschlagsmarken.
Die Briefmarken aus diesem Jahrgang weisen wie alle japanischen Briefmarken bis zum Ende des Zweiten Weltkriegs ein „Chrysanthemenwappen“ auf, das kaiserliche Siegel Japans. Der Landesname (大日本帝國郵便 Dai-Nippon-teikoku-yūbin, deutsch ‚Post [des] Großjapanischen Kaiserreiches/Großjapanische Reichspost‘; reformierte Schreibung 大日本帝国郵便) ist in Siegelschrift geschrieben mit der Leserichtung im Horizontalen von rechts nach links. Die Währungseinheit ist Sen (銭 „sen“, 1 Yen = 100 Sen).

## Liste
Die Gedenk-, Frei- und Zuschlagsmarken des Jahrgangs 1942 sind im Folgenden jeweils nach Ausgabedatum sortiert gelistet. Variationen und Briefmarken der japanischen Besatzungszonen sind dabei nicht mit aufgeführt.
| Gedenkmarken    | |                                            |               |         |               |            |           |
| Briefmarke      | Motiv | Satz                                       | Farbe         | Wert    | Ausgabedatum  | Gültig bis | Auflage   |
|                 | Kenkoku-Schrein                                                                                                 | 10. Jahrestag der Gründung von Mandschukuo | hellbraun     | 2 Sen   | 1. März       |            | 5.000.000 |
| Bild gesucht    | Kenkoku-Schrein                                                                                                 | 10. Jahrestag der Gründung von Mandschukuo | scharlachrot  | 10 Sen  | 1. März       |            |           |
| Bild gesucht    | Knaben von Japan und Mandschukuo                                                                                | 10. Jahrestag der Gründung von Mandschukuo | gelboliv      | 5 Sen   | 15. September |            |           |
| Bild gesucht    | Orchideenwappen von Mandschukuo                                                                                 | 10. Jahrestag der Gründung von Mandschukuo | dunkelblau    | 20 Sen  | 15. September |            |           |
|                 | Lokomotive C59 28, 70 Jahre Eisenbahn                                                                           | –                                          | preußischgrün | 5 Sen   | 14. Oktober   |            | 5.000.000 |
| Freimarken      | |                                            |               |         |               |            |           |
| Briefmarke      | Motiv | Satz                                       | Farbe         | Wert    | Ausgabedatum  | Gültig bis | Auflage   |
|                 | Admiral Tōgō Heihachirō (1848–1934)                                                                             | Sehenswürdigkeiten                         | weinrot       | 5 Sen   | 1. April      | 31.08.1947 |           |
| Bild gesucht    | Garambi-Leuchtturm, Taiwan                                                                                      | Sehenswürdigkeiten                         | dunkelviolett | 40 Sen  | 1. Oktober    | 31.08.1947 |           |
|                 | „Hakkō-Ichiu-Turm“ (später Heiwa/Friedens-Denkmal im Heiwadai-Park), Miyazaki vor Fuji-san (Shizuoka/Yamanashi) | Nationales Verteidigungsprogramm           | grün          | 4 Sen   | 1. Oktober    | 31.08.1947 |           |
|                 | Pilot | Nationales Verteidigungsprogramm           | blau          | 15 Sen  | 1. Oktober    | 31.08.1947 |           |
|                 | Palmen mit einer Karte Asiens im Hintergrund                                                                    | Nationales Verteidigungsprogramm           | karminrot     | 10 Sen  | 1. Dezember   | 31.08.1947 |           |
| Zuschlagsmarken | |                                            |               |         |               |            |           |
| Briefmarke      | Motiv | Satz                                       | Farbe         | Wert    | Ausgabedatum  | Gültig bis | Auflage   |
| Bild gesucht    | General Nogi Maresuke (1849–1912)                                                                               | Eroberung von Singapur                     | scharlachrot  | 2+1 Sen | 16. Februar   | 31.08.1947 | 5.680.000 |
| Bild gesucht    | Admiral Tōgō Heihachirō (1847–1934)                                                                             | Eroberung von Singapur                     | smaragdgrün   | 4+2 Sen | 16. Februar   | 31.08.1947 | 5.610.000 |
| Bild gesucht    | Panzerangriff bei Bataan (Jan. – Mai 1942), Philippinen                                                         | Ein Jahr Krieg im Pazifik                  | rot           | 2+1 Sen | 8. Dezember   |            | 2.840.000 |
| Bild gesucht    | Angriff auf Pearl Harbor (7.12.1941), Hawaii                                                                    | Ein Jahr Krieg im Pazifik                  | blau          | 5+2 Sen | 8. Dezember   |            | 2.830.000 |